# Подводные лодки типа «Сивулф»
Подводные лодки типа «Сивулф» (с англ. — «Морской волк») — серия многоцелевых атомных подводных лодок четвёртого поколения ВМС США, построенная на верфях компании General Dynamics Electric Boat Corporation в 1989—1998 гг.

## История проекта
«Сивулфы» разрабатывались как ответ на появление в советском флоте субмарин нового поколения проекта 971 Щука-Б и были призваны заменить подводные лодки типа «Improved Los Angeles». 
Первоначально планировалось замена АПЛ типа «Лос-Анджелес» на «Сивулф» (планировалась постройка серии из 30 субмарин), но из-за слишком высокой стоимости и изменения стратегических приоритетов было отдано предпочтение АПЛ типа «Вирджиния» и число субмарин сократили до 12, а после распада СССР, когда в строительстве находился только головной корабль проекта, обсуждалось полное прекращение строительства серии. 
В итоге состав серии был ограничен тремя кораблями, которые оказались самыми совершенными по комплексу характеристик и самыми дорогими субмаринами из всех построенных ранее.

## Конструкция

Силуэт АПЛ «Джимми Картер»

Основной задачей, поставленной перед проектировщиками, было радикальное снижение шумности лодки. Это было достигнуто путём применения звукоизолирующего покрытия нового поколения, отказа от винта в пользу водомётного движителя, разработанного в Великобритании для субмарин типа «Трафальгар», широкого внедрения датчиков шума (600 датчиков против 7 у АПЛ типа «Лос-Анджелес»).
Лодки оснащены современными средствами обнаружения. Третья лодка серии, «Джимми Картер», длиннее на 30 метров за счёт центральной вставки, получившей название «Multi-mission platform» (Многоцелевая платформа) и предназначенной для запуска и приёма подводных аппаратов и боевых пловцов.

## Представители
| Название        | Тактическое обозначение | Английское название | Заложен    | Спущен     | В строю    | Статус    |
| --------------- | ----------------------- | ------------------- | ---------- | ---------- | ---------- | --------- |
| «Сивулф»        | SSN-21                  | «Seawolf»           | 25.10.1989 | 24.06.1995 | 19.07.1997 | в строю   |
| «Коннектикут»   | SSN-22                  | «Connecticut»       | 14.09.1992 | 01.09.1997 | 11.12.1998 | в ремонте |
| «Джимми Картер» | SSN-23                  | «Jimmy Carter»      | 05.12.1998 | 13.05.2004 | 19.02.2005 | в строю   |

Лодки получили тактические номера, не вписывающиеся в принятую в США систему обозначения субмарин. Тактический номер SSN-21 лодки «Seawolf» означает, что «Сивулф» — лодка XXI века.

## Сравнительная оценка
|                             | «Сивулф»          | «Ясень»             | «Вирджиния»      | «Астьют»      | «Сюффрен»     |
| --------------------------- | ----------------- | ------------------- | ---------------- | ------------- | ------------- |
| Внешний вид                 |                   |                     |                  |               |               |
| Годы постройки              | 1989 год—2004 год | 2009 год—н.в.       | 1999 год—н.в.    | 2001 год—н.в. | 2007 год—н.в. |
| Годы службы                 | 1997 год—н.в.     | 2014 год—н.в.       | 2004 год—н.в.    | 2010 год—н.в. | 2020 год—н.в. |
| Построено                   | 3                 | 6 (10 план)         | 25 (66 план)     | 5 (7 план)    | 2 (6 план)    |
| Водоизмещение надводное (т) | 7460              | 8600                | 7080             | 6500          | 4755          |
| Водоизмещение подводное (т) | 9130              | 13 800              | 7925             | 7800          | 5300          |
| Количество ТА / ПУ ракет    | 8 (50) / —        | 10 (30) / 8 (32—40) | 4 (25) / 12 (12) | 6 (38) / —    | 4 (20) / —    |